# Chalcosyrphus nemorum
Chalcosyrphus nemorum là một loài ruồi trong họ Ruồi giả ong (Syrphidae). Loài này được Fabricius mô tả khoa học đầu tiên năm 1805. Chalcosyrphus nemorum phân bố ở miền Tân bắc